# Аворья
Аворья́ (фр. Avoriaz, в русскоязычных источниках используется преимущественно Авориаз) — горнолыжный курорт во Франции, одна из 12 станций знаменитой области катания Порт-дю-Солей (Portes du Soleil). Расположен в географической области Шабле, между Монбланом и Женевским озером. Курорт состоит из пяти деревень: Де-ля-Фалез, Де-Крозат, Де-Руш, Де-Дромон, Де-От-Форт, Дю-Фестиваль.
С 1973 по 1993 год здесь проводился кинофестиваль.

## История
В отличие от других горнолыжных курортов Франции, имеющих богатую «негорнолыжную» историю, Аворья строился сразу как курорт, прямо на пустынном плато, некогда служившем местным пастухам для выпаса скота. Первые горнолыжники приехали на только что отстроенный курорт в 1966 году.

## Характеристики
- 150 км склонов с перепадом высот 1100—2277 м.
- Высота курорта — 1800 м.
- 42 склона: 3 «зелёных», 21 «синий», 14 «красных», 4 «чёрных».
- 38 подъёмников: 16 бугельных, 19 кресельных (включая 5 высокоскоростных), 3 кабинных (2 гондолы и 1 фуникулёр).
- Трассы для беговых лыж: 45 км (1 «зелёная», 2 «синие», 2 «красные», 2 «чёрные»)
- 2 сноупарка: The «Bleu du Lac» — для опытных сноубордистов, The «La Chapelle» — для начинающих.
- Суперпайп для фристайла.

## Транспорт
С самого начала своего существования Аворья развивался как экологический чистый курорт. Поэтому до сих пор там запрещено движение автомобильного транспорта. По улицам, которые являются одновременно и лыжными трассами, ездят только конные упряжки.

## Как добраться
Ближайший аэропорт — Женева (80 км). Далее — два часа на машине или автобусе. Ближайшая железнодорожная станция — Thonon Les Bains.

## Спорт и развлечения
Каток, боулинг, бильярд, спортивный центр с тренажерным залом, сауной, джакузи, турецкой баней и залом для игры в сквош, прогулки на снегоступах, собачьих упряжках, мотосанях, сноумобилях, ски-туринг, сноупарк.
Рестораны, бары, магазины, дискотека, ночные клубы, видео-бар, караоке, кинотеатр.